# Him & I
Singles par G-Eazy
No Limit (en)
(2017) Sober (en)
(2017)
Singles par Halsey
Bad at Love
(2017) Alone (en)
(2018)
Him & I est une chanson du rappeur G-Eazy et de la chanteuse Halsey sortie le 30 novembre 2017. Il s'agit du deuxième single extrait de The Beautiful & Damned (en), le quatrième album studio de G-Eazy.

## Historique
Trois mois avant la sortie de la chanson, G-Eazy et Halsey interprètent Him & I durant un concert donné par le rappeur à La Nouvelle-Orléans dans le cadre d'une tournée sponsorisée par la marque Bud Light. Le single sort le 30 novembre 2017.

## Clip vidéo
Le clip vidéo illustrant la chanson Him & I commence par des images du pont de Brooklyn et une citation issue du roman Les Heureux et les Damnés de F. Scott Fitzgerald. Le reste du clip met en scène G-Eazy et Halsey dans la ville de New York.

## Accueil commercial
Aux États-Unis, Him & I atteint la quatorzième place du Billboard Hot 100 dans le classement daté du 17 mars 2017. La même semaine, la chanson est première du Top 40 Mainstream avec 16 671 diffusions sur les radios pop américaines. Il s'agit du deuxième numéro un des deux artistes après Me, Myself & I pour G-Eazy et Closer pour Halsey,. La chanson atteint aussi la troisième place du top Rhythmic (en) en février 2018 et la sixième place du top Radio Songs en mars 2018.
En Australie, elle atteint la dixième position du top singles hebdomadaire. Elle est certifiée double platine en avril 2018 après avoir vendu plus de 140 000 unités dans le pays.

## Classements
| Classement (2017-18)                           | Meilleure position |
| ---------------------------------------------- | ------------------ |
| Allemagne (GfK Entertainment)                  | 6                  |
| Australie (ARIA)                               | 10                 |
| Autriche (Ö3 Austria Top 40)                   | 9                  |
| Belgique (Flandre Ultratop 50 Singles)         | 18                 |
| Belgique (Flandre Ultratop 50 Airplay)         | 33                 |
| Belgique (Flandre Ultratop R&B/Hip-Hop)        | 5                  |
| Belgique (Wallonie Ultratip Bubbling Under 50) | 4                  |
| Belgique (Wallonie Ultratop R&B/Hip-Hop)       | 28                 |
| Canada (Hot 100)                               | 9                  |
| Canada (All-Format Airplay)                    | 24                 |
| Canada (Digital Songs)                         | 6                  |
| Canada (CHR/Top 40)                            | 8                  |
| Canada (Hot AC)                                | 39                 |
| Colombie (National-Report)                     | 48                 |
| Danemark (Tracklisten)                         | 10                 |
| Écosse (OCC)                                   | 24                 |
| Équateur (National-Report)                     | 60                 |
| Espagne (PROMUSICAE)                           | 89                 |
| États-Unis (Hot 100)                           | 14                 |
| États-Unis (Adult Pop Songs)                   | 29                 |
| États-Unis (Dance/Mix Show Airplay)            | 2                  |
| États-Unis (Digital Songs)                     | 3                  |
| États-Unis (Pop Airplay)                       | 1                  |
| États-Unis (R&B/Hip-Hop Songs)                 | 7                  |
| États-Unis (Radio Songs)                       | 6                  |
| États-Unis (Rap Airplay)                       | 15                 |
| États-Unis (Rap Songs)                         | 6                  |
| États-Unis (Rhythmic Songs)                    | 3                  |
| États-Unis (Streaming Songs)                   | 11                 |
| Finlande (Suomen virallinen lista)             | 3                  |
| France (SNEP)                                  | 25                 |
| Hongrie (Rádiós Top 40)                        | 6                  |
| Hongrie (Single Top 40)                        | 4                  |
| Hongrie (Stream Top 40)                        | 1                  |
| Irlande (Irish Singles Chart)                  | 16                 |
| Italie (FIMI)                                  | 72                 |
| Liban (The Official Lebanese Top 20)           | 4                  |
| Norvège (VG-lista)                             | 6                  |
| Nouvelle-Zélande (RMNZ)                        | 17                 |
| Pays-Bas (Nederlandse Top 40)                  | 15                 |
| Pays-Bas (Single Top 100)                      | 17                 |
| Portugal (AFP)                                 | 13                 |
| Tchéquie (IFPI Singles Digitál)                | 6                  |
| Tchéquie (IFPI Singles Digitál)                | 4                  |
| Roumanie (Airplay 100 (en))                    | 1                  |
| Royaume-Uni (UK Singles Chart)                 | 22                 |
| Royaume-Uni (UK R&B Chart)                     | 10                 |
| Slovaquie (Singles Digitál Top 100)            | 5                  |
| Suède (Sverigetopplistan)                      | 9                  |
| Suisse (Schweizer Hitparade)                   | 9                  |
| Suisse (Charts Romandie)                       | 15                 |
| Ukraine (Tophit)                               | 41                 |
| Venezuela (National-Report)                    | 86                 |